# PFC 보테프 플로브디프
PFC 보테프 플로브디프(불가리아어: ПФК Ботев Пловдив)는 플로브디프를 연고로 하는 불가리아의 축구 클럽이다. 현재는 파르바리가에 참가하고 있다. 클럽 이름에서 '보테프'는 불가리아의 시인이자 혁명가인 흐리스토 보테프를 기념하기 위해 붙여진 이름이다.

## 성적
- A PFG: 우승 2회 (1929, 1967), 준우승 2회 (1963, 1986), 3위 13회 (1930, 1937, 1943, 1957, 1961, 1981, 1983, 1985, 1987, 1988, 1993, 1994, 1995)
- 불가리아 컵: 우승 4회 (1962, 1981, 2017, 2024), 준우승 8회 (1947, 1956, 1963, 1964, 1984, 1991, 1993, 1995, 2014)
- 발칸컵: 우승 1회 (1972)

## 선수 명단

### 현역
참고: FIFA 자격 규정에 따라 소속된 국가대표팀 국기를 표시합니다. 선수는 복수의 FIFA 비회원국 국적을 가지고 있을 수 있습니다.
| 번호 | 포지션 | 국적       | 이름                      |
| ---- | ------ | ---------- | ------------------------- |
| 4    | DF     | 나이지리아 | 에히제 우카키             |
| 5    | DF     |            | 요나스 탐                 |
| 7    | FW     | 나이지리아 | 사무엘 아키레             |
| 20   | MF     |            | 안토니오 페레라           |
| 32   | GK     |            | 마트베이 이고넨           |
| 38   | DF     |            | 콘스탄티노스 발로기아니스 |

| 번호 | 포지션 | 국적 | 이름        |
| ---- | ------ | ---- | ----------- |
| 96   | GK     |      | 마르크 비토 |

## 역대 감독
| 감독              | 임기 |
| ----------------- | ---- |
| 류보슬라프 페네프 | 2014 |
| 젤코 페트로비치   | 2019 |